# Leucocelis coerulescens
Leucocelis coerulescens är en skalbaggsart som beskrevs av Lansberge 1882. Leucocelis coerulescens ingår i släktet Leucocelis och familjen Cetoniidae. Utöver nominatformen finns också underarten L. c. erythraeana.